# テレつく!
『テレつく!』（てれつく）とは2005年10月2日から2006年2月19日まで日本テレビ系列で毎週日曜11:40-12:55に放送されていた日本のバラエティー番組である。

## 概要
架空のテレビ局「東新橋テレビ」を舞台に、企画をプレゼンする。観客の人気で、番組（企画）存続か打ち切りかが決まっていた。
前番組『@サプリッ!』から引き続き東山紀之が司会をしていた。この後の番組は『極上!腹ぺこ旅レシピ』。

## 出演者
- 東山紀之
- アンタッチャブル（山崎弘也、柴田英嗣）
- 阿部哲子（日本テレビアナウンサー）

## 放送された企画
都道府県対抗突撃クイズ
ある二つの都道府県出身者2人に押阪忍が突然クイズを出題した。
リアル3分ファイトクッキング
3分以内でどれだけ早く料理を作れるかの対決。
など

## スタッフ
- 総合演出 : 財津功
- プロデューサー : 松本京子
- チーフプロデューサー : 安岡喜郎

## ネット局
- 日本テレビ
- テレビ岩手
- ミヤギテレビ
- テレビ新潟
- 静岡第一テレビ
- 中京テレビ
- 福岡放送